# 아제르바이잔 항공의 운항 노선
2017년 1월 현재 아제르바이잔 항공이 취항하고 있는 노선은 다음과 같다.

## 운항 노선

### 아시아

#### 동아시아
- 중화인민공화국
  - 베이징 - 베이징 수도 국제공항

#### 남아시아
- 몰디브
  - 말레 - 말레 국제공항
- 인도
  - 델리 - 인디라 간디 국제공항
  - 뭄바이 - 차트라파티 시바지 국제공항

#### 서남아시아
- 바레인
  - 마나마 - 바레인 국제공항 계절편
- 사우디아라비아
  - 리야드 - 킹 칼리드 국제공항
  - 가심 - 프린스 나이프 빈 압둘아지즈 국제공항 계절편
  - 담맘 - 킹 파드 국제공항
  - 제다 - 킹 압둘아지즈 국제공항 계절편
  - 호푸프 - 알아샤 국제공항 계절편
- 아랍에미리트
  - 두바이 - 두바이 국제공항
- 이란
  - 테헤란 - 테헤란 이맘 호메이니 국제공항
- 이스라엘
  - 텔아비브 - 벤구리온 국제공항
- 카타르
  - 도하 - 하마드 국제공항
- 쿠웨이트
  - 쿠웨이트 시티 - 쿠웨이트 국제공항
- 파키스탄
  - 이슬라바마드 - 이슬라바마드 국제공항
  - 라호르 - 알라마 이크발 국제공항

#### 중앙아시아
- 아제르바이잔
  - 바쿠 - 헤이다르 알리예프 국제공항 허브
  - 가발라 - 가발라 국제공항
  - 간자 - 간자 국제공항
  - 나히체반 - 나히체반 국제공항
  - 랑카란 - 랑카란 국제공항 계절편
- 조지아
  - 트빌리시 - 트빌리시 국제공항
  - 바투미 - 바투미 국제공항
- 카자흐스탄
  - 아스타나 - 누르술탄 나자르바예프 국제공항
  - 악타우 - 악타우 국제공항
  - 알마티 - 알마티 국제공항
- 키르기스스탄
  - 비슈케크 - 마나스 국제공항
- 타지키스탄
  - 두샨베 - 두샨베 국제공항
- 우즈베키스탄
  - 타슈켄트 - 타슈켄트 국제공항
  - 사마르칸트 - 사마르칸트 국제공항

### 아프리카
- 이집트
  - 카이로 - 카이로 국제공항 계절편
  - 샤름엘셰이크 - 샤름엘셰이크 국제공항

### 유럽

#### 서유럽
- 영국
  - 런던
    - 런던 히드로 국제공항
    - 런던 개트윅 국제공항
- 프랑스
  - 파리 - 파리 샤를 드 골 국제공항
- 독일
  - 베를린 - 베를린 브란덴부르크 공항
  - 프랑크푸르트 - 프랑크푸르트 국제공항

#### 중유럽
- 스위스
  - 제네바 - 제네바 국제공항
- 오스트리아
  - 빈 - 빈 국제공항

#### 남유럽
- 몬테네그로
  - 티바트 - 티바트 공항 계절편
- 스페인
  - 바르셀로나 - 바르셀로나 엘프라트 국제공항 계절편
- 이탈리아
  - 밀라노 - 밀라노 말펜사 국제공항
- 튀르키예
  - 앙카라 - 에센보아 국제공항
  - 달라만 - 달라만 공항 계절편
  - 보드룸 - 보드룸 공항 계절편
  - 안탈리아 - 안탈리아 공항 계절편
  - 이스탄불
    - 이스탄불 공항
    - 사비하괵첸 국제공항

  - 이즈미르 - 이즈미르 아드난 멘데레스 공항 계절편

#### 동유럽
- 라트비아
  - 리가 - 리가 국제공항
- 러시아
  - 모스크바
    - 도모데도보 국제공항
    - 브누코보 국제공항

  - 그로즈니 - 그로즈니 국제공항 - (일시 무기한 운항중단)[2]
  - 노보시비르스크 - 톨마쵸보 공항 - (일시 무기한 운항중단)[2]
  - 미네랄니예보디 - 미네랄니예보디 공항 - (일시 무기한 운항중단)[2]
  - 볼고그라드 - 볼고그라드 국제공항 - (일시 무기한 운항중단)[2]
  - 사마라 - 쿠루모치 국제공항 - (일시 무기한 운항중단)[2]
  - 상트페테르부르크 - 풀코보 국제공항
  - 소치 - 소치 국제공항 - (일시 무기한 운항중단)[2]
  - 아스트라한 - 나리마노보 공항 - (일시 무기한 운항중단)[2]
  - 예카테린부르크 - 콜초보 국제공항 - (일시 무기한 운항중단)[2]
  - 우파 - 우파 국제공항 - (일시 무기한 운항중단)[2]
  - 카잔 - 카잔 국제공항 - (일시 무기한 운항중단)[2]
- 루마니아
  - 부쿠레슈티 - 헨리 코안더 국제공항
- 몰디브
  - 키시너우 - 키시너우 국제공항
- 벨라루스
  - 민스크 - 민스크 국제공항
- 불가리아
  - 소피아 - 소피아 공항
- 우크라이나
  - 키이우 - 보리스필 국제공항
  - 리비프 – 리비프 다닐로 로마노비치 국제공항
- 체코
  - 프라하 - 프라하 바츨라프 하벨 국제공항

## 단항 노선

### 아시아

#### 동아시아
- 중화인민공화국
  - 시안 - 시안 셴양 국제공항
  - 우루무치 - 우루무치 디워푸 국제공항

#### 남아시아
- 파키스탄
  - 카라치 - 진나 국제공항

#### 서남아시아
- 시리아
  - 알레포 - 알레포 국제공항
- 아프가니스탄
  - 카불 - 카불 국제공항
- 이란
  - 마슈하드 - 마슈하드 국제공항
  - 아르다빌 - 아르다빌 공항
  - 타브리즈 - 타브리즈 국제공항

#### 중앙아시아
- 아제르바이잔
  - 자카탈라 - 자카탈라 국제공항
- 우즈베키스탄
  - 우르겐치 - 우르겐치 국제공항
  - 페르가나 - 페르가나 국제공항
- 투르크메니스탄
  - 아시가바트 - 아시가바트 국제공항
  - 투르크멘바시 - 투르크멘바시 국제공항

### 유럽

#### 서유럽
- 독일
  - 베를린 - 베를린 테겔 국제공항
- 영국
  - 애버딘 - 애버딘 공항

#### 남유럽
- 그리스
  - 아테네 - 엘리니콘 국제공항
- 이탈리아
  - 로마 - 레오나르도 다 빈치 국제공항
- 튀르키예
  - 아다나 - 아다나 사키르파사 공항
  - 이스탄불 - 아타튀르크 국제공항
  - 트라브존 - 트라브존 공항

#### 동유럽
- 러시아
  - 니즈니노브고로드 - 니즈니노브고로드 국제공항
  - 로스토프나도누 - 로스토프나도누 공항
  - 보로네즈 - 보로네즈 국제공항
  - 오렌부르크 - 첸트랄니 공항
  - 첼랴빈스크 - 첼랴빈스크 공항
  - 크라스노야르스크 - 크라스노야르스크 국제공항
  - 페름 - 페름 국제공항
- 우크라이나
  - 심페로폴 - 심페로폴 국제공항
  - 자포리지아 - 자포리지아 국제공항
  - 하르키프 - 하르키프 국제공항
- 크로아티아
  - 스플리트 - 스플리트 공항
- 체코
  - 카를로비 바리 - 카를로비 바리 국제공항

### 북아메리카
- 미국
  - 뉴욕 - 존 F. 케네디 국제공항

1. ↑  “Destinations”.
2. 1 2 3 4 5 6 7 8 9 10  “AZAL, others suspend Russia routes after crash”. 2024년 12월 29일.